# A Dark Cabaret
A Dark Cabaret album zawierający utwory różnych wykonawców, wydany przez Projekt Records.

## Lista utworów
1. The Dresden Dolls - "Coin-Operated Boy" – 4:46
2. Revue Noir - "Sometimes, Sunshine" – 3:54
3. Jill Tracy - "Evil Night Together" – 4:33
4. Katzenjammer Kabarett - "Gemini Girly Song" – 4:28
5. Audra - "Cabaret Fortune Teller" – 3:40
6. Nicki Jaine - "Pretty Faces" – 3:28
7. Pretty Balanced - "Simon's Sleeping" – 3:10
8. Black Tape for a Blue Girl - "Knock Three Times" (Skinny Kinda Mix) – 3:32
9. The Brides - "Audience To The End" – 2:34
10. Rozz Williams - "Flowers" – 6:08 (oryginał od Dream Home Heartache)
11. ThouShaltNot - "True Love" – 4:37
12. Emilie Autumn-Misery Loves Company-3:59